# 関川村 (愛媛県)
関川村（せきがわむら）は、愛媛県の東予地方の宇摩郡にあった村。1954年（昭和29年）3月31日に土居村、長津村、小富士村、蕪崎村、天満村、関川村の6か村の合併により、町制施行して宇摩郡土居町となった。その後、土居町は平成の大合併により、四国中央市の一部となり、現在に至る。現在の四国中央市の最西部。新居浜市に接する地域。

## 地理
関川の上流域。南北に細長い形をしており、南は東赤石山に連なる山々を背に別子山村と境をなし、東は概ね関川の支流の一つ西谷川を境に土居村に、西は船木村と多喜浜村（1953年（昭和28年）新居浜市に編され関川村の閉村時にはなくなっていた）に、北は天満村に接する。海岸線には面していない。村域南部の大半は山地である。
村名の由来
村内を流れる関川による。なお、「関川」は、宇摩郡と新居郡との境にあった関所の近くを流れていたことに由来する。

## 社会

### 地域・集落
2つの地区があるが、これらは合併・成立当時の旧村であり、関川の右岸が上野、左岸が北野。上野は旧街道（讃岐街道または金毘羅街道、今日の国道11号の旧道）が通り、村の中心であった。
そのまま2つの大字となり、合併して土居町になっても受け継がれた。
上野（うえの）、北野（きたの）
平成の合併により四国中央市になってからは、現地名を継承し、その前に土居町を付し、大字は省く。
例 四国中央市土居町上野

### 行政
役場:大字上野に設置。

### 学校
小学校　-　関川小学校　現存、https://sekigawa-e.esnet.ed.jp/
中学校　-　関川中学校 - 1963年（昭和38年）土居中学校に統合

## 歴史

### 村の沿革
- 1889年（明治22年）12月15日 - 町村制施行に伴い、上野村、北野村が合併して宇摩郡関川村が成立。
- 1954年（昭和29年）3月31日 - 土居村、 長津村、小富士村、天満村、蕪崎村、関川村が合併して土居町となり、関川村は自治体としては消滅した。

```
関川村の系譜
（町村制実施以前の村）　（明治期）　　　　　　　　　（昭和の合併）　（平成の合併）
　　　　　　　　　　　　町村制施行時　　　　　　　
上野　━━━┓　　　　　　　　　　　　　　　　　　
　　　　　　┣━━━関川村━━━━━━━━━━━┓
北野　━━━┛　　　　　　　　　　　　　　　　　┃
　　　　　　　　　　長津村━━━━━━━━━━━┫
　　　　　　　　　　小富士村━━━━━━━━━━┫
　　　　　　　　　　　　　　　　　　　　　　　　┃昭和29年3月31日
　　　　　　　　　　　　　　┏天満村━━━━━━┫ 合併・町制施行
　　　　　　　　　　満崎村━┫あ　　　　　　　　┣━土居町━━━━━┓
　　　　　　　　　　　　　　┗蕪崎村━━━━━━┫　　　　　　　　　┃平成16年4月1日
　　　　　　　　　　土居村━━━━━━━━━━━┛　　　　　　　　　┃　新設合併
　　　　　　　　　　　　　　　　　　　　　　　　　　　　　　　　　　┣━四国中央市
　　　　　　　　　　　　　　　　　　　　　　　　　　　川之江市　━━┫
　　　　　　　　　　　　　　　　　　　　　　　　　　　伊予三島市━━┫
　　　　　　　　　　　　　　　　　　　　　　　　　　　新宮村　━━━┛

あ – 明治27年7月1日 満崎村が天満村と蕪崎村とに分割
（注記）関川村以外の合併以前の系譜はそれぞれの市町村の記事を参照のこと。

```

## 交通
道路 - 村内を東西に旧街道が横切っている。
鉄道 - 村域を日本国有鉄道の予讃本線（現・予讃線）が通っていたが、　関川駅の開業は1961年（昭和36年）と閉村後。